# Asteria de Bérgamo
Asteria de Bérgamo o Hesteria (s. IV-Bérgamo, 307) fue una ciudadana romana, martirzada en tiempos de Diocleciano. Le dio sepultura a otros dos ciudadanos romanos que la Iglesia considera santosː Alejandro y Grata.
Es considerada santa por la Iglesia católica y su memoria litúrgica se celebra el 10 de agosto. Es la santa patrona de la ciudad de Bérgamo, al norte de Italia.

## Hagiografía

### Orígenes
Es poco lo que se sabe sobre Asteria, pero la abundante información que existe sobre su hermana Grata permite concluir que nació en tiempos del Imperio Romano, en Bérgamo, y que era hija del noble romano Lupo, duque de Bérgamo y de Adelina. La fecha de su nacimiento es discutida, pues se afirma que también pudo haber nacido en el siglo VIII, siendo su padre un noble lombardo de la época de Carlomagno.

### Martirio
La tradición indica que ella y su hermana Grata le dieron sepultura al mártir Alejandro de Bérgamo, a quien Grata halló por un milagro relacionado con sus restos. Como cristiana, sufrió la persecución religiosa ordenada por Diocleciano. Su hermana Grata fue asesinada en el marco de esta persecución y fue Asteria la encargada de darle sepultura.
Fue martirizada luego por órdenes de Diocleciano, en el 307, por la sepultura de su hermana y de Alejandro. Fue decapitada.